# BirdLife International
BirdLife International (dříve Mezinárodní rada pro ochranu ptáků) je světová asociace ochranářských organizací, která se snaží zachraňovat ptáky, jejich druhy, jejich stanoviště a celosvětovou biologickou rozmanitost. Jedná se o největší partnerství ochranářských organizací na světě s více než 120 partnerskými organizacemi.  

## Historie
Založena byla v roce 1922 jakožto Mezinárodní rada pro ochranu ptáků americkými ornitology Thomasem Gilbertem Pearsonem a Jeanem Theodorem Delacourem. V roce 1993 změnila název na BirdLife International. Vydává čtvrtletník World Birdwatch. Je garantem ptačí sekce Červeného seznamu ohrožených druhů. Sídlo organizace je v Cambridge ve Spojeném království. 

## Národní organizace
- Česká společnost ornitologická
- Slovenská ornitologická spoločnosť
- Švédská ornitologická společnost